# 1962 год в спорте
Список 1962 год в спорте описывает спортивные события, произошедшие в 1962 году.

## СССР
- Чемпионат СССР по боксу 1962;
- Чемпионат СССР по самбо 1962;
- Чемпионат СССР по классической борьбе 1962;
- Чемпионат СССР по лёгкой атлетике 1962;
- Чемпионат СССР по русским шашкам 1962;
- Чемпионат СССР по хоккею с мячом 1962;

### Шахматы
- Личный чемпионат СССР по шахматной композиции 1962;
- Первенство СССР между командами союзных республик по шахматам 1962;
- Чемпионат СССР по шахматам 1962;

### Волейбол
- Чемпионат СССР по волейболу среди женщин 1961/1962;
- Чемпионат СССР по волейболу среди мужчин 1961/1962;

### Футбол
- Чемпионат СССР по футболу 1962;
- Кубок СССР по футболу 1962;
- Созданы клубы:
  - «Горняк» (Учалы);
  - «Каспий» (Актау);
  - «Квант»;
  - «Нефтчи» (Фергана);
  - «Портовик» (Ильичёвск);
  - «Спартак» (Йошкар-Ола);

### Хоккей с шайбой
- Чемпионат СССР по хоккею с шайбой 1961/1962;
- Чемпионат СССР по хоккею с шайбой 1962/1963;
- Созданы клубы:
  - «Зауралье»;
  - «Сибирь»;

## Международные события
- Зимняя Универсиада 1962;
- Летние Азиатские игры 1962;
- Чемпионат Европы по фигурному катанию 1962;
- Чемпионат Южной Америки по волейболу среди женщин 1962;
- Чемпионат Южной Америки по волейболу среди мужчин 1962;

### Чемпионаты мира
- Чемпионат мира по академической гребле 1962;
- Чемпионат мира по биатлону 1962;
- Чемпионат мира по волейболу среди женщин 1962;
- Чемпионат мира по волейболу среди мужчин 1962;
- Чемпионат мира по конькобежному спорту в классическом многоборье 1962;
- Чемпионат мира по лыжным видам спорта 1962;
- Чемпионат мира по фигурному катанию 1962;
- Чемпионат мира по хоккею с шайбой 1962;
- Чемпионат мира по шоссейным велогонкам 1962;

### Баскетбол
- Кубок чемпионов ФИБА 1961/1962;
- Кубок чемпионов ФИБА 1962/1963;
- Стоочковый матч Уилта Чемберлена;

### Футбол
- Матчи сборной СССР по футболу 1962;
- Кубок африканских наций 1962;
- Кубок европейских чемпионов 1961/1962;
- Кубок европейских чемпионов 1962/1963;
- Кубок Либертадорес 1962;
- Кубок обладателей кубков УЕФА 1962/1963;
- Кубок чемпионов КОНКАКАФ 1962;
- Кубок ярмарок 1961/1962;
- Кубок ярмарок 1962/1963;
- Кубок обладателей кубков УЕФА 1961/1962;
- Кубок обладателей кубков УЕФА 1962/1963;
- Международный футбольный кубок 1962/1963;
- Финал Кубка европейских чемпионов 1962;
- Финал Кубка обладателей кубков УЕФА 1962;
- Чемпионат Европы по футболу 1964 (отборочный турнир);
- Финал чемпионата мира по футболу 1962;
- Чемпионат мира по футболу 1962;
- Чемпионат мира по футболу 1962 (отборочный турнир);

### Шахматы
- Матч за звание чемпионки мира по шахматам 1962;
- Межзональный турнир по шахматам 1962;
- Турнир претендентов по шахматам 1962;
- Шахматная олимпиада 1962;

## Персоналии

### Родились
- Руслан Балаев — советский штангист;
- 8 сентября — Седаев, Мухади Мовладиевич, советский штангист.